# Tamara Mihajlovna Smirnova
Tamara Mihajlovna Smirnova (rusko Тама́ра Миха́йловна Смирно́ва), ruska astronomka, * 25. december 1935, Sovjetska zveza (sedaj Rusija), † 2001.

## Delo
Z Nikolajem Stepanovičem Černihom je odkrila  periodični komet 74P/Smirnova-Černih. Odkrila je tudi večje število asteroidov. 
Njej v čast so poimenovali asteroid 5540 Smirnova, ki ga je odkrila 30. avgusta 1971.